# Henry King (fotógrafo)
Henry King (7 de março de 1855 - 22 de maio de 1923) foi um fotógrafo australiano nascido na Inglaterra, conhecido por seus estudos sobre o povo aborígene australiano e suas fotografias de paisagens em Sydney. King foi um dos primeiros fotógrafos mais importantes da Austrália, descrito pela Australian Photographic Review como "alto na estima do ofício".

## Vida
Henry King nasceu em Swanage, Dorset, Inglaterra, filho do pedreiro, William Isaac King e sua mulher Eliza, A família de King emigrou para a Austrália chegando em dezembro de 1856. Em 1878 ele se casou com Elizabeth Lang. A carreira de King como fotógrafo começou no estúdio de Sydney de J. Hubert Newman. A partir de 1880 King teve seu próprio estúdio, inicialmente em parceria com William Slade, em 316 George Street Sydney. Entre 1889 e 1994, King viajou amplamente para Nova Gales do Sul e Queensland, fazendo muitos estudos fotográficos de australianos aborígenes.